# Dozza
Dozza là một đô thị thuộc tỉnh Bologna trong vùng Emilia-Romagna nước Ý. Đô thị này có diện tích 24 km², dân số thời điểm 31 tháng 12 năm 2004 là 5886 người.
Đô thị này giáp các đô thị sau: Casalfiumanese, Castel Guelfo di Bologna, Castel San Pietro Terme, Imola.